# 반세정
반세정(본명: 김세정, 1986년 4월 7일 ~ )은 대한민국의 배우이다.

## 학력
- 한양대학교 연극영화과 MFA

## 연기 활동

### 드라마
- 2009년 MBC 아침드라마 《멈출 수 없어》 ... 장소연 역
- 2012년 tvN 월화드라마 《결혼의 꼼수》 ... 유민정 역
- 2014년 KBS2 수목드라마 《감격시대》 ... 신청아 역
- 2015년 KBS2 일일드라마 《오늘부터 사랑해》 ... 장세령 역

### 영화
- 2007년 《부..적합》 ... 정희 역
- 2008년 《거위의 꿈》 ... 선경 역
- 2012년 《간기남》 ... 여자(수진3) 역
- 2013년 《친구 2》 ... 은기애인 역
- 2016년 《인천상륙작전》 ... 엄기순 역
- 2018년 《해피 투게더》 ... 수지 역

### 연극
- 《토막》
- 《어머니》
- 《WHY》
- 《오셀로》
- 《고도를기다리며》
- 《찬란히빛나는》

## 연기 외부 활동

### 방송
- 2011년 : TV조선 《수취인불명 편지》

### 광고
- 위스퍼
- 코카콜라
- DHC
- 노키아
- 현대힐스테이트
- 산업은행
- 이월드 CHINA
- 싸이월드
- 월스트릿잉글리쉬
- SK텔레콤
- 페브리즈
- 주커피 CHINA
- 국민은행
- 케어셀
- 마구마구 게임 TAIWAN
- 씨앤씨 TAIWAN
- 퍼플스
- 더블유드레스룸

### 뮤직비디오
- 2012 알리《촌스럽게 굴지마》
- 2013 티어라이너《You love i like fall》